# Leptoclinides fungiformis
Leptoclinides fungiformis är en sjöpungsart som beskrevs av Kott 1972. Leptoclinides fungiformis ingår i släktet Leptoclinides och familjen Didemnidae. Inga underarter finns listade i Catalogue of Life.